# 이병렬 (프로게이머)
이병렬(1994년 1월 13일 ~ )은 대한민국의 스타크래프트, 스타크래프트 II 프로게이머이다. 종족은 저그이며, 아이디는 Rogue이다. 진에어 그린윙스 소속이다. 이전에는 Ryul2, Savage라는 아이디를 사용한 적이 있다.
2010년 상반기 드래프트에서 화승 OZ의 2차 지명으로 입단하였다.
2011년 11월 화승 OZ의 해체로 제8프로게임단 선수로 지명되었다.
2013년 7월 제8프로게임단의 스폰서 계약 이후 진에어 그린윙스 소속이 되었다.

## 개요
SK플래닛 스타크래프트 프로리그 시즌1 3R에서 삼성 갤럭시 칸의 유병준 (현 나진 e-엠파이어 소속 리그 오브 레전드 프로게이머)을 잡고 공식전 데뷔 첫승을 거뒀으며 경기 후 세리머니가 화제가 되었다.
스타리그 2012 시즌2에서 삼성 갤럭시 칸의 이영한, KT 롤스터의 고인빈, 웅진 스타즈의 김유진 (현 진에어 그린윙스) 등을 꺾고 개인 통산 처음으로 듀얼에 진출하였으나, 이영호에게 패했고, 패자전에서 웅진 스타즈의 윤지용을 꺾고 최종전에 진출했으나, 김성현에게 패하면서 본선 진출에는 실패했다.
현재 진에어 그린윙스의 가장 강력한 저그 카드로 자리매김 했으며, 최근 기세가 상당히 좋아진 모습을 보여주고 있다.

## 주요 기록
스타크래프트 II : 프리미어 개인리그 우승 6회
- 2009년 제52회 스타크래프트 준프로게이머 선발전 입상
- 2013년 2013 WCS Korea Season 1 챌린저리그 승격/강등전 시드선발전 통과 (A조-B조 결승진출자 대결 승리)
- 2013년 2013 WCS 코리아 시즌 2 옥션 올킬 스타리그 32강
- 2013년 2013 WCS 코리아 시즌 2 챌린저리그 32강
- 2013년 2013 WCS 코리아 시즌 3 챌린저리그 12강
- 2014년 2014 WCS 코리아 시즌 1 핫식스 글로벌 스타크래프트 II 리그 코드 A 48강
- 2014년 IEM Season VIII - World Championship 16강
- 2014년 2014 WCS 코리아 시즌 2 핫식스 글로벌 스타크래프트 II 리그 코드 S 32강
- 2014년 2014 WCS 코리아 시즌 3 핫식스 글로벌 스타크래프트 II 리그 코드 S 32강
- 2014년 2014 KeSPA컵 16강
- 2014년 Connecting Professional E-sports #1 8강
- 2014년 MSI Beat IT 2014 3위
- 2014년 PughCraft Invitational #2 32강
- 2015년 네이버 스타크래프트 II 스타리그 2015 시즌 1 8강
- 2015년 2015 글로벌 스타크래프트 II 리그 시즌 1 코드 S 8강
- 2015년 Gfinity Spring Masters I 4강
- 2015년 스타크래프트 II 스타리그 2015 시즌 2 챌린지 24강
- 2015년 GiGA 인터넷 2015 KeSPA컵 시즌1 16강
- 2015년 2015 Kung Fu Cup Season 1 8강
- 2015년 2015 스베누 글로벌 스타크래프트 II 리그 시즌 2 코드 S 8강
- 2015년 롯데홈쇼핑 2015 KeSPA컵 시즌2 16강
- 2015년 스베누 스타크래프트 II 스타리그 2015 시즌3 8강
- 2015년 2015 핫식스 글로벌 스타크래프트 II 리그 시즌 3 코드 S 8강
- 2015년 2015 WCS 글로벌 파이널 4강
- 2015년 SanDisk SHOUTcraft Invitational II 8강
- 2015년 2016 핫식스 글로벌 스타크래프트 II 리그 프리시즌 2주차 16강
- 2016년 2016 핫식스 글로벌 스타크래프트 II 리그 시즌 1 코드 S 32강
- 2016년 Ting Open 우승
- 2016년 스타크래프트 II 스타리그 2016 시즌 2 챌린지 24강
- 2016년 2016 핫식스 글로벌 스타크래프트 II 리그 시즌 2 코드 S 16강
- 2016년 2016 스타크래프트 II KeSPA컵 16강
- 2016년 HomeStory Cup XIV 4강
- 2017년 2017 핫식스 글로벌 스타크래프트 II 리그 시즌 1 코드 S 32강
- 2017년 2017 VSL Season 1 4강
- 2017년 2017 핫식스 글로벌 스타크래프트 II 리그 시즌 2 코드 S 8강
- 2017년 IEM Season XII - Shanghai 우승 (vs 김준호 4:1)
- 2017년 2017 핫식스 글로벌 스타크래프트 II 리그 시즌 3 코드 S 8강
- 2017년 GSL Super Tournament 시즌 2 우승 (vs 김준호 4:3)
- 2017년 2017 WCS 글로벌 파이널 우승 (vs 어윤수 4:2)
- 2018년 2018 글로벌 스타크래프트 II 리그 시즌 1 코드 S 32강
- 2018년 IEM Season XII - World Championship 우승 (vs 김도우 4:0)
- 2018년 2018 AfreecaTV GSL Super Tournament 시즌1 16강
- 2018년 2018 글로벌 스타크래프트 II 리그 시즌 2 코드 S 8강
- 2018년 2018 GSL vs the World 16강
- 2018년 2018 글로벌 스타크래프트 II 리그 시즌 3 코드 S 8강
- 2018년 2018 GSL Super Tournament 시즌2 16강
- 2018년 2018 WCS 글로벌 파이널 4강
- 2019년 IEM Season XIII - Katowice 24강
- 2019년 2019 마운틴듀 글로벌 스타크래프트 II 리그 시즌 1 코드 S 8강
- 2019년 2019 GSL Super Tournament 시즌1 16강
- 2019년 2019 마운틴듀 글로벌 스타크래프트 II 리그 시즌 2 코드 S 32강
- 2019년 2019 마운틴듀 글로벌 스타크래프트 II 리그 시즌 3 코드 S 우승 (vs 조성호 4:0)
- 2019년 2019 GSL Super Tournament 시즌2 16강
- 2019년 2019 WCS 글로벌 파이널 8강
- 2020년 2020 LG 울트라기어 핫식스 글로벌 스타크래프트 II 리그 시즌1 코드 S 8강
- 2020년 2020 LG 울트라기어 핫식스 글로벌 스타크래프트 II 리그 코드 S 우승(vs김대엽 4:1 )